# Eric Sällvin
Eric Sällvin, född 17 mars 1906 i Sundsvall, död 31 december 1976 i Sundsvall, var en svensk företagsledare och journalist.
Hans föräldrar var chefredaktören Herman Sällvin och Anna Bylund. Han gifte sig 22 september 1935 med Märta Engwall.
Sällvin studerade vid Sundsvalls högre allmänna läroverk 1925. År 1927 blev han tjänsteman vid Boktryckeriaktiebolaget i Sundsvall, som utger Sundsvallsposten och 1948 blev han disponent och verkställande direktör där. Han var sekreterare i Medelpads turistförening sedan 1937, och medlem av Svenska turisttrafikförbundets råd. Han ville rikta fokus på det turistiska intresset för Norrland. Sällvin erhöll Norrlandsbjörnen 1976.